# Stefanie Hamilton
Stefanie Fredrika Hamilton, född Giesecke den 1 oktober 1819 i Stockholm, död där 24 maj 1894, var en svensk grevinna och hovfunktionär. Hon var överhovmästarinna 1859–1860. 
Stefanie Hamilton var dotter till konsul August Giesecke och Fredrika Theodora Wohlgenau och gifte sig 12 augusti 1851 i Stockholm med greve Jakob Essen Hamilton. 
Hon efterträdde 1857 Juliana Lovisa von Platen som hovmästarinna hos kronprinsessan, Lovisa av Nederländerna, och blev 1859 överhovmästarinna för Lovisa som drottning fram till 1860. Hon beskrivs som Lovisas personliga vän och förtrogna. Brevväxlingen mellan Lovisa och Hamilton har bevarats. Makarna Hamilton är begravda på Skärstads kyrkogård.